# Lars Møller (politiker)
 Der er flere personer med dette navn, se Lars Møller.
Lars Mejlvang Møller (født 6. januar 1958 i Stenhøj) er en dansk landmand og politiker, der i perioden 1. januar 2010 til 31. december 2013 har været borgmester i Frederikshavn Kommune, valgt for partiet Venstre.
Møller er uddannet landmand og har siden 1984 drevet eget landbrug. Han har desuden arbejdet i flere af landbrugets organisationer, bl.a. Landbrugsraadet. Senest har han været formand for LandboNord fra 2000. 
I 2005 blev han valgt til kommunalbestyrelsen i Frederikshavn. Ved konstitueringen efter kommunalvalget 2009 blev han borgmester med støtte fra Socialistisk Folkeparti.